# Nestor-Désiré Nongo-Aziagbia
Nestor-Désiré Nongo-Aziagbia (Mbaïki, 6 marzo 1970) è un vescovo cattolico centrafricano, dal 14 maggio 2012 vescovo di Bossangoa.

## Biografia
Nestor-Désiré Nongo-Aziagbia è nato a Mbaïki il 6 marzo 1970.

### Formazione e ministero sacerdotale

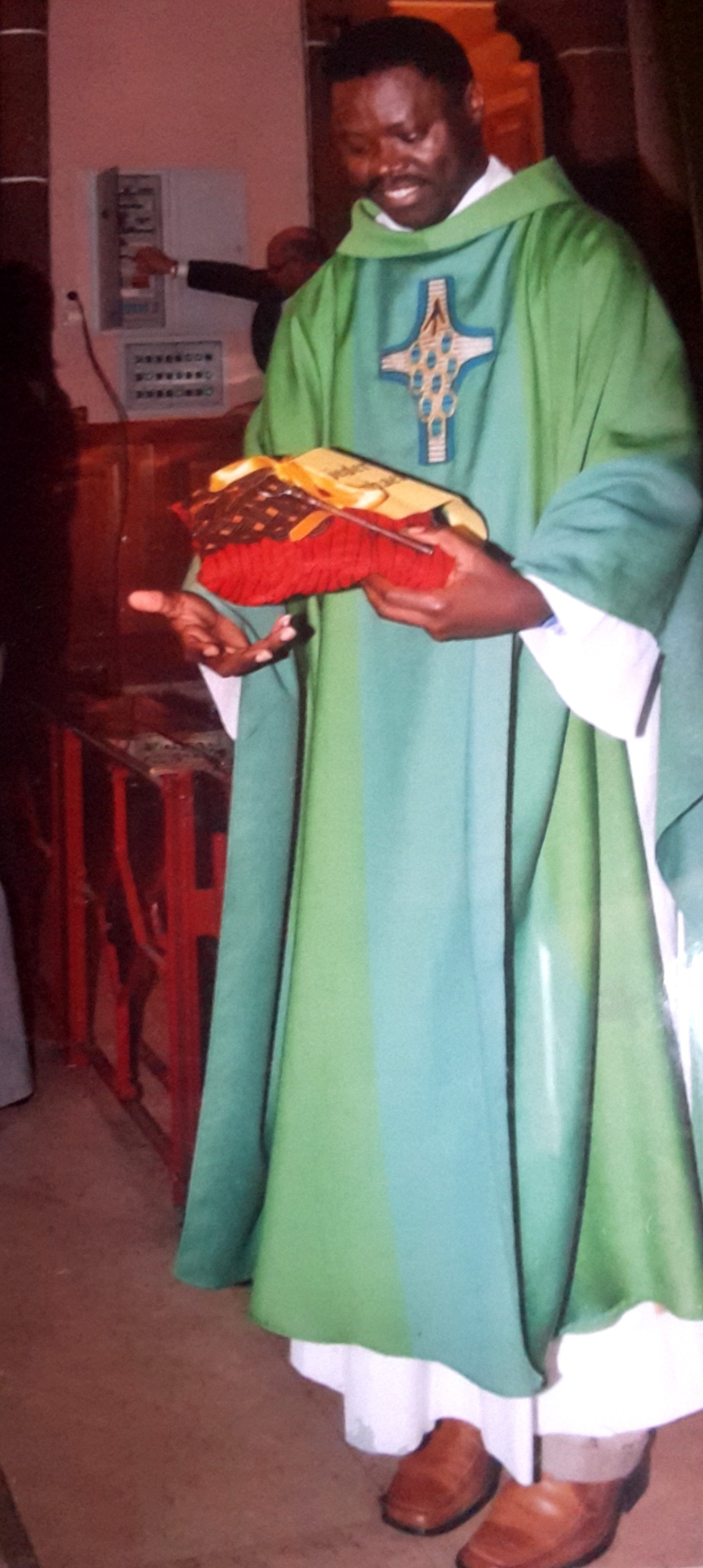
L'allora padre Nestor-Désiré Nongo-Aziagbia è accolto nella comunità parrocchiale di Weitbruch il 19 ottobre 2008.

Ha frequentato il seminario minore di Bangassou e poi ha studiato filosofia nel seminario maggiore nazionale "San Marco" di Bangui. Ha proseguito gli studi nel  Centro di spiritualità Mons. de Brésillac, Calavi in Benin e nel giugno del 1994 ha emesso la prima professione nella Società delle missioni africane.
Ha completato un anno di tirocinio nella diocesi di Lafia, in Nigeria, e poi ha studiato per un anno al seminario maggiore "Santi Pietro e Paolo" a Ibadan.
Il 7 dicembre 1997 ha emesso la professione solenne e il 23 agosto dell'anno successivo è stato ordinato presbitero. Dal 1998 al 2004 ha operato nel vicariato apostolico di Kontagora come vicario parrocchiale, parroco, direttore delle vocazioni, membro del consiglio per gli affari economici e del collegio dei consultori.
Nel 2004 è stato inviato nell'arcidiocesi di Strasburgo per frequentare i corsi della Facoltà teologica cattolica dell'Université Marc Bloch e studiare teologia dogmatica. Oltre che studente è stato anche superiore della comunità di Haguenau dal 2004, consigliere del distretto di Strasburgo della sua congregazione, superiore dello stesso distretto dal giugno del 2010 e parroco in solido moderatore della comunità parrocchiale "Terre des missions" di Weitbruch, Gries, Kurtzenhouse, Niederschaeffolsheim e Harthouse nonché cappellano del collegio del suo ordine a Haguenau.

### Ministero episcopale
Il 14 maggio 2012 papa Benedetto XVI lo ha nominato vescovo di Bossangoa. Il 2 luglio successivo ha difeso la sua tesi di dottorato in teologia dogmatica con specializzazione in ecclesiologia davanti a una commissione presieduta da monsignor Joseph Doré, arcivescovo emerito di Strasburgo, e composta dai professori Michel Deneken e Simon Knaebel, dell'Università di Strasburgo, Fred Poché dell'Università Cattolica dell'Ovest ad Angers e Abele Kouvouama dell'Università di Pau. Ha ricevuto l'ordinazione episcopale il 22 dello stesso mese dal cardinale Fernando Filoni, prefetto della Congregazione per l'evangelizzazione dei popoli, co-consacranti l'arcivescovo Jude Thaddeus Okolo, nunzio apostolico nella Repubblica Centrafricana e in Ciad, e il vescovo di Bambari Edouard Mathos.
Il 16 aprile 2014 è stato rapito brevemente, insieme a tre sacerdoti, da alcuni ribelli del Seleka, una coalizione etnico-religiosa musulmana  di ribelli formata nell'agosto del 2012 per estromettere dal potere il presidente centrafricano François Bozizé.
Nel maggio del 2015 ha compiuto la visita ad limina.
Dal 18 gennaio 2019 è presidente della Conferenza episcopale della Repubblica Centrafricana. Dal luglio 2013 al 18 gennaio 2019 era stato vicepresidente della stessa.
Dal 24 luglio 2022 è anche presidente dell'Associazione delle conferenze episcopali della Regione dell'Africa centrale.
Parla correntemente francese, inglese, sango e hausa.

## Opere
- Nestor-Désiré Nongo-Aziagbia, La fraternité en Christ: fondements de l'être ecclésial et son incidence africaine, tesi di dottorato con relatore Michel Deneken, Strasburgo, 2012.[6]

## Genealogia episcopale
La genealogia episcopale è:
- Cardinale Scipione Rebiba
- Cardinale Giulio Antonio Santori
- Cardinale Girolamo Bernerio, O.P.
- Arcivescovo Galeazzo Sanvitale
- Cardinale Ludovico Ludovisi
- Cardinale Luigi Caetani
- Cardinale Ulderico Carpegna
- Cardinale Paluzzo Paluzzi Altieri degli Albertoni
- Papa Benedetto XIII
- Papa Benedetto XIV
- Papa Clemente XIII
- Cardinale Enrico Benedetto Stuart
- Papa Leone XII
- Cardinale Chiarissimo Falconieri Mellini
- Cardinale Camillo Di Pietro
- Cardinale Mieczysław Halka Ledóchowski
- Cardinale Jan Maurycy Paweł Puzyna de Kosielsko
- Arcivescovo Józef Bilczewski
- Arcivescovo Bolesław Twardowski
- Arcivescovo Eugeniusz Baziak
- Papa Giovanni Paolo II
- Cardinale Fernando Filoni
- Vescovo Nestor-Désiré Nongo-Aziagbia, S.M.A.